# Асирия (римска провинция)
 Тази статия е за римската провинция.  За древната държава вижте Асирия.  
Асирия (на латински: Assyria) е била провинция на Римската империя в Месопотамия, на територията на днешен Ирак. Римската администрация управлява района само за две години – между 116 и 118 г.
Създадена е около 116 г. от император Траян след успешния му завоевателен поход в Партското царство.
| „ | От Антиохия императорът (Траян) пое към Ефрат и отвъд на север чак до най-северния стан Сатала в Малка Армения, откъдето той напредна в Армения и зае Aртаксата .... Траян бе решен да направи арменския си васал своя губерния и да разшири източната граница на империята ... Армения отстъпи пред своята съдба и стана римска провинция. Траян тогава напредна и окупира Месопотамия ... и, като Армения, Месопотамия стана римска провинция. | “ |

През 118 г. император Адриан извежда окупационните легиони от Асирия и Армения, като им оставя ограничена автономия като римски протекторати. Асирия бързо е завладяна обратно от войските на партското царство.
- Римската провинция Асирия през 117 г.